# Michel Sardou
Michel Patrick Charles Sardou (Parigi, 26 gennaio 1947) è un cantante e attore francese.
Tra i più popolari interpreti della musica pop francese, al 2013 ha registrato in studio 25 album e più di 300 canzoni. Vanta una stringa di più di 25 hit consecutive e si stima abbia venduto 90 milioni di dischi . La sua composizione solida e d'impatto ha spesso rispecchiato la sua visione senza compromessi della società e della politica francesi. Poco interessato alla platea internazionale, ha focalizzato la sua attenzione e la sua abilità artistica al mercato nazionale. Tra le sue canzoni più conosciute La Maladie D'Amour, Les lacs du Connemara e En Chantant, scritta con Toto Cutugno. Nel 2004 ha inciso con Garou La Rivière De Notre Enfance.
Ha registrato un duetto con Céline Dion: il brano si intitola Voler ed evoca il suicidio di una madre. Il duetto è stato incluso nell'album di Michel Sardou Être Une Femme 2010, uscito il 30 agosto 2010 in Francia.
Nel 2007 ha sostenuto, insieme ad altri musicisti, la candidatura di Nicolas Sarkozy alla Presidenza della repubblica francese; è il figlio degli attori e cantanti Fernand Sardou e Jackie Sardou.
Alcuni dei suoi testi sono stati utilizzati nel film La famiglia Bélier.
Il 12 aprile 2018 termina la sua ultima tournée, "La dernière danse", alla "Seine Musicale" di Boulogne-Billancourt. In questa occasione pone termine alla sua carriera di cantante, per dedicarsi alla professione di attore, suo desiderio fin dalla giovane età.

## Discografia
- 1970 : Les bals populaires  (J'habite en France, Et mourir de plaisir...)
- 1971 : Petit - Les Ricains
- 1972 : Danton (Le surveillant général, Un enfant de toi...)
- 1973 : La maladie d'amour (Les villes de solitude, Les vieux mariés, Le curé...)
- 1976 : La vieille  (Le France, J'accuse, Je vais t'aimer, Le temps des colonies...)
- 1977 : La java de Broadway  (Comme d'habitude, Dix ans plus tôt...)
- 1978 : Je vole (En chantant, 8 jours à El paso...)
- 1979 : Verdun (Je ne suis pas mort je dors...)
- 1980 : Victoria (La génération Loving you, Si j'étais...)
- 1981 : Les lacs du Connemara (Être une femme, Musica, L'autre femme...)
- 1982 : Afrique adieu (Il était là, Vivant...)
- 1983 : Vladimir Illitch (Les yeux d'un animal, L'an mil...)
- 1984 : Io domenico (Les deux écoles, Rouge...)
- 1985 : Chanteur de Jazz (1965, Une lettre à ma femme...)
- 1987 : Musulmanes (L'acteur, Féminin comme...)
- 1988 : La même eau qui coule (Vincent, Le successeur...)
- 1990 : Le privilège  (Marie-Jeanne, L'award, Au nom du père...)
- 1992 : Le Bac G (Le Grand réveil, 55 jours 55 nuits...)
- 1994 : Selon que vous serez,etc. (Putain de temps, Déjà vu...)
- 1997 : Salut (Mon dernier rêve, S'enfuir et après...)
- 2000 : Français (Cette chanson-là, Corsica, L'avenir c'est toujours pour demain...)
- 2004 : Du plaisir (Loin, Non merci, Je n'oublie pas, La rivière de notre enfance...)
- 2006 : Hors Format
- 2010 : Être une femme 2010
- 2017 : Le Choix du fou
- Harlequin II (2004)
- Waking the Jester (2007)